# 14丁目/8番街駅
14丁目/8番街駅（14ちょうめ/8ばんがいえき、英語: 14th Street/Eighth Avenue）はニューヨーク市地下鉄の複合駅で、IND8番街線 とBMTカナーシー線が駅舎を共有している。マンハッタンの8番街-14丁目交差点付近の地下にあり、以下の運行系統が乗り入れている。
- A系統、E系統およびL系統：終日
- C系統：深夜帯以外

エントランスは8番街と14丁目、15丁目、16丁目の各交差点の角にある。21世紀初めに改修工事が行われ、複合駅全体としてADA対応になった。14丁目側に車椅子対応エントランスがある。
14丁目/8番街駅に展示された芸術作品が2点ある。1点目は1989年に展示されたロス・ルイス（Ross Lewis）作の Parallel Motion で、これは中国書道の運筆でメザニンを歩く人物を描いたものであった。1995年にはメザニンから撤去され、現在はバッテリー・パーク・シティ.にあるパブリック・スクール89のロビーに展示されている。2点目はトム・オッターネス（Tom Otterness）作の Life Underground  で、2001年から展示されている。これは下水道のワニを含む滑稽なブロンズ製の彫像で、駅のあちこちに点在している。
メザニンにはMTA/ニューヨークシティ・トランジット・オーソリティの訓練施設も設けられている。

## 駅構造
| G                     | 地上階                                   | 出入口 |
| B1                    | 上層コンコース                           | 改札、駅員詰所、メトロカード券売機 |
| B2 8番街線ホーム      | 北行緩行線                               | ← 深夜帯：207丁目駅行き（23丁目駅） ← 168丁目駅行き（23丁目駅） ← ジャマイカ・センター駅行き（23丁目駅） |
| B2 8番街線ホーム      | 島式ホーム、到着番線に対応したドアが開く | |
| B2 8番街線ホーム      | 北行急行線                               | ← 深夜帯以外：207丁目駅行き（34丁目-ペン・ステーション駅） |
| B2 8番街線ホーム      | 南行急行線                               | → 深夜帯以外：レファーツ・ブールバード駅、ファー・ロッカウェイ駅行き（西4丁目-ワシントン・スクエア駅）→ 夕ラッシュ：ロッカウェイ・パーク駅行き（西4丁目-ワシントン・スクエア駅）→                               |
| B2 8番街線ホーム      | 島式ホーム、到着番線に対応したドアが開く | |
| B2 8番街線ホーム      | 南行緩行線                               | → 深夜帯：ファー・ロッカウェイ駅行き（西4丁目-ワシントン・スクエア駅）→ ユークリッド・アベニュー駅行き（西4丁目-ワシントン・スクエア駅）→ ワールド・トレード・センター駅行き（西4丁目-ワシントン・スクエア駅）→ |
| B3                    | 下層コンコース                           | 上層コンコース - ホーム間スロープ |
| B4 カナーシー線ホーム | 2番線                                    | → カナーシー-ロッカウェイ・パークウェイ駅行き（6番街駅）→ |
| B4 カナーシー線ホーム | 島式ホーム、到着番線に対応したドアが開く | |
| B4 カナーシー線ホーム | 1番線                                    | → カナーシー-ロッカウェイ・パークウェイ駅行き（6番街駅）→ |

## IND8番街線
IND8番街線14丁目駅（14ちょうめえき、英語: 14th Street）は島式ホーム2面4線を有する急行停車駅である。1932年9月10日に8番街の真下を通るIND8番街線の急行停車駅として開業した。当駅は8番街線において8番街下にある最南端の駅で、駅の南で線路は東に曲がってグリニッチ・アベニューを経由し6番街に向かっている。
タイルは白地にオレンジのかかった黄色のラインとなっており、ラインの上下は茶色である。
改札は3か所あり、北端の改札は無人で、ニューヨーク・ニュージャージー港湾公社のビルと、16丁目-8番街交差点北東に出る。中央鵜の改札は15丁目-8番街交差点北側に出る。
南端に終日営業の改札がある。東にBMTカナーシー線ホームへの連絡通路があり、14丁目-8番街交差点の北東・南東・南西に階段が、同交差点北西にエレベーターが接続している。

## BMTカナーシー線
BMTカナーシー線8番街駅（8ばんがいえき、英語: Eighth Avenue）は島式ホーム1面2線の駅である。BMTカナーシー線の西端（路線案内上は北端）駅である。線路は駅西側の車止めで終わり、6番街駅側に転轍機と1線の引上線がある。
8番街駅はカナーシー線で最後となる1931年5月30日に開業し、7年前に開業した6番街駅に代わる西端駅となった。
開業当初の壁タイルはINDの駅に似た青系のものだったが、1999年に実施された改築でカナーシー線内の他駅で見られる壁タイルに置き換わった。現在の当駅のタイルは赤と黄土色を基調としたものである。

## 周辺施設
- アビントン・スクウェア（英語版）
- 10番街西側のチェルシー画廊街
- チェルシー埠頭（英語版）スポーツ・コンプレックス
- ハイライン
- ハドソン・リバー・パーク
- IACビル
- ジャクソン・スクウェア・パーク（英語版）
- ミートパッキング・ディストリクト（英語版）
- セント・ビンセント病院（英語版） – フェンスがワールド・トレード・センターの犠牲者を悼む陶製タイルで覆われている
- ウェストベス・アーティスト・コミュニティ（英語版）
- ウェスト・ヴィレッジ（英語版）
- ホイットニー美術館